# Go, Tell It on the Mountain
Go, Tell It on the Mountain är en julsång från USA, inspelad av många artister. En version av Little Big Town nådde Top 40 på amerikanska countrylistan, med topplaceringen #35.
Första versen lyder: Go tell it on the mountain, over the hills and everywhere; go tell it on the mountain, that Jesus Christ is born.
Det finns även en svensk text som börjar: Gå, ropa ut bland bergen.

### Fotnoter
1. ↑  Whitburn, Joel (2008). Hot Country Songs 1944 to 2008. Record Research, Inc. sid. 241. ISBN 0-89820-177-2